# 黒部峡谷鍾乳洞群
黒部峡谷鍾乳洞群（くろべきょうこくしょうにゅうどうぐん）とは、富山県黒部市の鐘釣地域にある鍾乳洞群。
10ヶ所以上の鍾乳洞がみられ、大部分は総延長十数m以下と小規模なものである。なお最大の鍾乳洞はサル穴と呼ばれる洞窟で、その総延長は約100m。

## 概要
黒部峡谷の鍾乳洞は1970年（昭和45年）10月と1971年（昭和46年）6月に早稲田大学探検部による探検・調査により、発見された。現在では10ヶ所以上の洞窟が発見されているが、他にも未発見の洞窟が複数あると考えられている。
黒部峡谷中の秘境の地にある鍾乳洞であることから、殆ど人の手が加わっていない原生の鍾乳洞の姿が残されている。洞窟内ではニホンザルの化石が多く発掘されており、またニホンザルは、この洞窟を防寒用途で代々利用してきたと考えられている。
周囲にある鍾乳洞以外のカルスト地形としては、東鐘釣山と西鐘釣山のタワーカルストや突坂山のドリーネが挙げられる。

## 生態・生物化石
富山県唯一のホラアナゴマオカチグサ（環境省準絶滅危惧種）の生息地となっている。
洞窟内にはニホンザルの化石が多く見られ、その周囲にはホラアナゴマオカチグサの死殻の他、げっ歯類やコウモリを含む小型哺乳類の化石が発見された。

### ニホンザルの洞窟利用
洞窟内ではニホンザルの化石がまとまって分布している。
調査では、2010年晩秋に洞窟内に全く無かったニホンザルの糞が、年を越した2011年早春に大量に現れた。このことから、ニホンザルは洞窟を真冬の寒さをしのぐために利用していると考えられる。また、洞窟内のニホンザル化石の年代測定では、弥生時代のものが見られたことから、古くから洞窟利用が行われてきたと判明した。

## 鍾乳洞一覧
- サル穴 - 総延長が100〜120mの黒部峡谷鍾乳洞群最大の鍾乳洞である。ニホンザル化石が多く見られることから名付けられた。その他に猿の墓洞、鐘釣洞、鐘釣鍾乳洞群、黒部鐘釣石灰洞などの呼び名が提唱されている。
- ホッタ洞 - サル穴の横にある鍾乳洞。

その他の鍾乳洞については特に名前が付けられていない。

## 地質
黒部峡谷の大半は花崗岩質であるが、鐘釣地域には特異的に石灰岩地層が分布している。この石灰岩中には様々な規模の鍾乳洞や地下河川系が発達している。
石灰岩層は，東鐘釣山から西鐘釣山を経て、鐘釣駅南方の黒部川左岸斜面へと，南北に分布する。その東西の幅は300 m程度で、南北の延長は1.2 km程度である。面積では3平方キロメートル程度である。
地質年代特定にかかせない絶滅種の化石は発見されておらず、石灰岩層の地質年代は不明である。

## アクセス
中部山岳国立公園の鐘釣地域への入山には環境省と富山森林管理署の許可を取ることが推奨されている。
冬季以外では黒部峡谷鉄道鐘釣駅が黒部峡谷鍾乳洞群への最寄駅だが、繋がる遊歩道などは一切ないのでクライミングする必要がある。